# Диждовниця
Диждо́вниця (болг. Дъждовница) — село в Кирджалійській області Болгарії. Входить до складу общини Кирджалі.

## Населення
За даними перепису населення 2011 року у селі проживали 136 осіб, з них 135 осіб (99,3%) — турки.
Розподіл населення за віком у 2011 році:
Динаміка населення: